# Suffield
Suffield és una població dels Estats Units a l'estat de Connecticut. Segons el cens del 2005 tenia 14.704 habitants.

## Demografia
Segons el cens del 2000, Suffield tenia 13.552 habitants, 4.660 habitatges, i 3.350 famílies. La densitat de població era de 124 habitants/km².
Dels 4.660 habitatges en un 32,8% hi vivien nens de menys de 18 anys, en un 62,2% hi vivien parelles casades, en un 6,9% dones solteres, i en un 28,1% no eren unitats familiars. En el 23,3% dels habitatges hi vivien persones soles l'11,6% de les quals corresponia a persones de 65 anys o més que vivien soles. El nombre mitjà de persones vivint en cada habitatge era de 2,55 i el nombre mitjà de persones que vivien en cada família era de 3,04.
Per edats la població es repartia de la següent manera: un 22,1% tenia menys de 18 anys, un 8% entre 18 i 24, un 31,7% entre 25 i 44, un 24,1% de 45 a 60 i un 14,1% 65 anys o més.
L'edat mediana era de 39 anys. Per cada 100 dones de 18 o més anys hi havia 121,1 homes.
La renda mediana per habitatge era de 66.698 $ i la renda mediana per família de 79.189 $. Els homes tenien una renda mediana de 52.096 $ mentre que les dones 35.188 $. La renda per capita de la població era de 28.171 $. Aproximadament l'1,8% de les famílies i el 3,6% de la població estaven per davall del llindar de pobresa.